# Circuit de Chimay

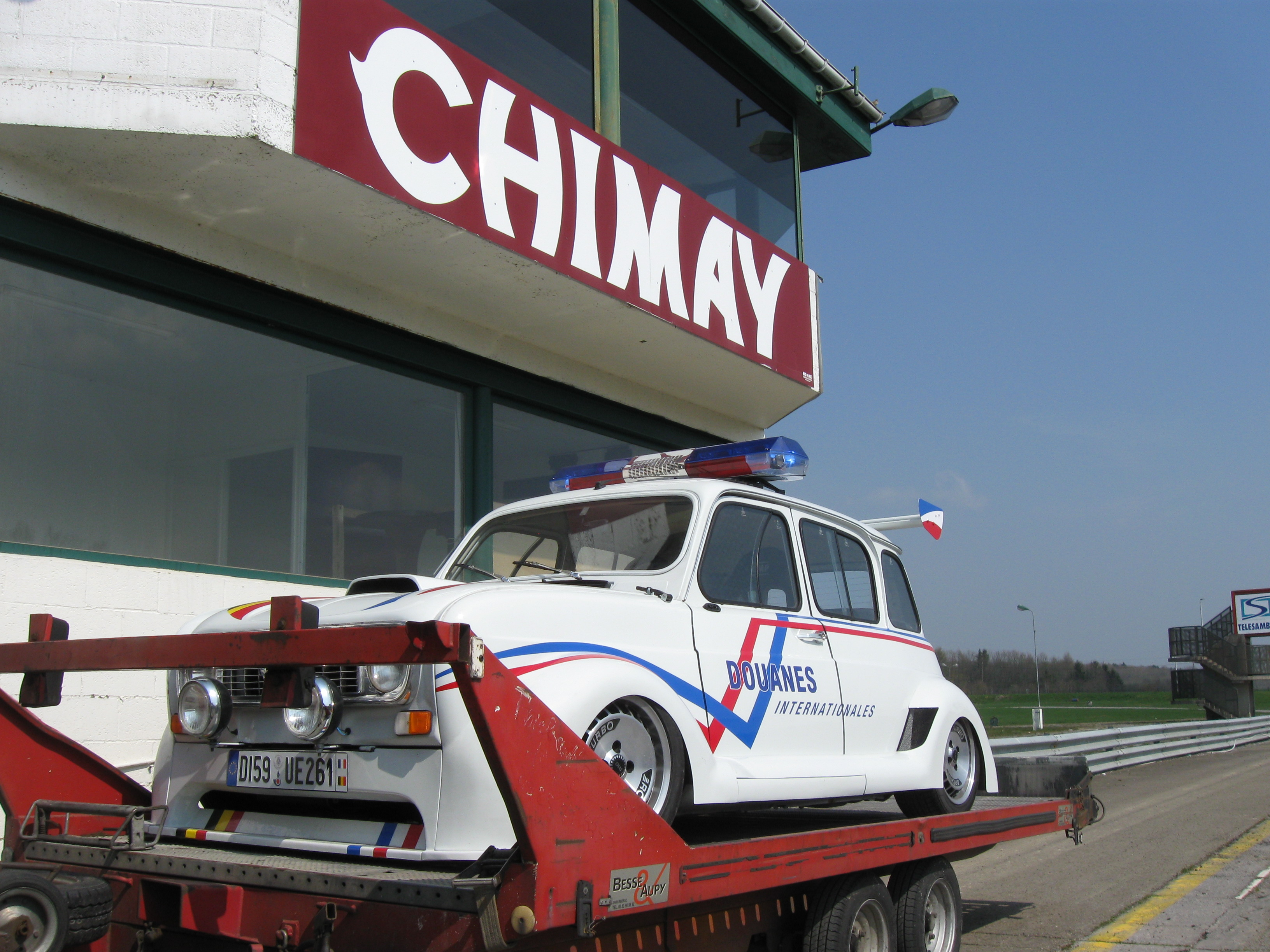
Circuit de Chimay

Der Circuit de Chimay ist eine Motorsport-Rennstrecke in Belgien in der Provinz Hennegau, nordwestlich der Stadt Chimay. Der 1926 auf öffentlichen Straßen angelegte Kurs hatte ursprünglich eine Länge von über 10 km und war Austragungsort des zwischen 1926 und 1972 insgesamt 41-mal ausgetragenen Grand Prix des Frontières, einer traditionsreichen Motorsport-Veranstaltung für Motorräder und Automobile. Seit 1992 werden Rennveranstaltungen auf einer verkürzten Variante im Ostteil des alten Kurses abgehalten.

## Geschichte
Die Rennstrecke von Chimay wurde 1926 von dem lokalen Motorsportler Jules Buisseret mitbegründet. Seine Idee war es, auf einem Straßenkurs vor den Toren der Stadt Chimay, einen Tag ganz im Zeichen des Motorsports zu veranstalten. So wurde der „Grand Prix des Frontières“ ins Leben gerufen, der in der Folge zur zweitwichtigsten Motorsportveranstaltung in Belgien nach den 24 Stunden von Spa avancierte. Der Grand Prix des Frontières basierte auf einem abwechslungsreichen Programm, das damals sehr verbreitet war. Am Vormittag fanden Motorradrennen und am Nachmittag ein Autorennen statt.
Der ursprünglich 10,87 km lange Kurs wurde in seiner ursprünglichen Form von 1926 bis 1959 befahren. Er begann vor den Toren von Chimay, führte im Uhrzeigersinn bis in die Ortschaft Chimay hinein, dann westlich bis zur Ortschaft Salles und schließlich südlich der Ortschaft Robechiers zurück zu Start und Ziel.
Erst 1960 wurde die Strecke zum ersten Mal überarbeitet und dabei minimal auf 10,45 km verkürzt. Eine weitere größere Überarbeitung erfolgte 1985, als die gefährliche Ortsdurchfahrt durch Chimay durch eine Querspange ersetzt wurde, auf der auch der neue Start-Zielbereich entstand. Zudem wurden zusätzliche Schikanen eingebaut. Die Länge der Strecke verkürzte sich dadurch auf 9,7 km. 1992 schließlich wurde aufgrund der mittlerweile als zu gefährlich empfundenen langen Geraden die heute gebräuchliche 4,5 km lange Variante geschaffen, die man 2018 auf die aktuelle Länge von 4,42 km modifizierte.

## Streckenbeschreibung
Die ursprüngliche Strecke kann heute noch befahren werden und besteht aus Abschnitten der Nationalstraßen N53, N593 und N595. Etwa 1 km vor dem Ortsrand von Chimay befand sich der alte Start-Zielbereich. In Chimay bog man an der Kurve „La Bouchere“ nach Westen in Richtung Salles auf die N593 mit einer folgenden, annähernd 4 km lange Hochgeschwindigkeitsgeraden ab. Vor Salles erfolgte der Wechsel auf die N595 an der Rue de l´Etang. Vor der Ortschaft Robechiers lag die Kurve Virage Mairesse, die nach dem 1954 tödlich in Montlhéry verunglückten Rennfahrer Guy Mairesse benannt wurde.
1985 wurde mit der Schaffung der Ortsumgehung auch der Start-Ziel-Bereich auf die neue Querspange verlegt. Außerdem wurden erste Schikanen in den Kurs eingefügt.
Der aktuell bestehende heutige 4,42 km lange Straßenkurs beginnt mit dem Start-Ziel-Bereich auf dieser Querspange, die als Nationalstraße N594 gilt und den Straßennamen „Rue du Grand Prix des Frontières“ trägt. Hinter einem 90° Rechtsknick, der als „Virage Frere“ bezeichnet wird, biegt man auf eine knapp 1,5 km lange Gerade ab, die die Straßenbezeichnung N53A trägt und die im Rennbetrieb 2 zu durchfahrende Schikanen beherbergt; die „Chicane Neve“ und die „Chicane Mairesse“. Ein weiterer Rechtsknick führt den Kurs zurück auf die alte historische Strecke der N595, auf die Rue Thiérissart, wobei auch hier mit der „Chicane Pilette“ eine weitere temposenkende Schikane zu passieren ist. Nach ca. 500 m wird dem alten Streckenverlauf folgend die N53 beim Weiler Beauchamps erreicht, die dann nach etwas über einem Kilometer über den „Descente Vidal“ und die leichte S-Kurve „La Maladrie“ mit einem weiteren Rechtsknick namens „Porte du Mons“ auf die Start-Ziel-Gerade zurückführt, wobei auf halber Strecke mit der „Chicane Bourgoignie“ die vierte Schikane des Kurses zu passieren ist.
Hinter dem Start-Ziel-Bereich mit seinem ca. 300 m × 50 m messenden asphaltierten Fahrerlager liegt ein Motocross- bzw. Rally-Areal, auf dem auf asphaltierten bzw. Schotterwegen Rally- oder Super-Moto-Veranstaltungen abgehalten werden können.

## Veranstaltungen
Hauptveranstaltung von 1926 bis 1972 war der Grand Prix des Frontieres der – abgesehen von den Kriegsjahren 1940–1945, 1964 und 1968 – durchgehend auf der Strecke ausgefahren wurde. Dabei starteten neben Motorrädern auch Formelautos, Sport- und Tourenwagen. 1949 und 1954 gewann dabei jeweils ein Formel-1-Wagen. Allerdings war das Rennen nie Bestandteil des Formel-1-Kalenders.
Alljährlicher Saisonhöhepunkt auf dem Kurs ist aktuell die belgische Runde der International Road Racing Championship, die dort eine Rennveranstaltung für Motorräder der Klassen Superbike und Supersport abhält. Die Serie startet seit 2010 regelmäßig auf dem Circuit. Lediglich 2020 fiel die Veranstaltung der weltweiten COVID-19-Pandemie zum Opfer.
Neben Markenpokal-Veranstaltungen – so dem European Bug-In und der Ford Escort Rally – und Classic-Veranstaltungen finden aktuell auch Super-Moto-Veranstaltungen auf dem Gelände der Strecke statt.